# Мламбо-Нгкука, Фумзиле
Фумзиле Мламбо-Нгкука (зулу Phumzile Mlambo-Ngcuka; англ. Phumzile Mlambo-Ngcuka) — государственный и политический деятель Южно-Африканской Республики. Занимала должность вице-президента страны с 2005 по 2008 год. С 2013 по 2021 год — директор-исполнитель «ООН-Женщины».

## Биография
Родилась 3 ноября 1955 года в Дурбане (Южно-Африканский Союз). Закончила Национальный университет Лесото, получив степень бакалавра социологии. В годы апартеида занимала различные руководящие должности в женских и молодёжных общественных организациях. С 1994 по 2008 год была членом парламента ЮАР от партии Африканский национальный конгресс. С 1999 по 2005 года была министром природных ресурсов и энергетики, затем была назначена вице-президентом страны. В 2008 году была снята с должности вследствие политического скандала с участием президента Табо Мбеки. В 2022 году участвовала в качестве медиатора при подписании мирного соглашения между Эфиопией и Тиграем.